# Le Cambout
Le Cambout är en kommun i departementet Côtes-d'Armor i regionen Bretagne i nordvästra Frankrike. Kommunen ligger i kantonen La Chèze som tillhör arrondissementet Saint-Brieuc. År 2022 hade Le Cambout 408 invånare.

## Befolkningsutveckling
Antalet invånare i kommunen Le Cambout
Referens:INSEE